# Schenkenseebad

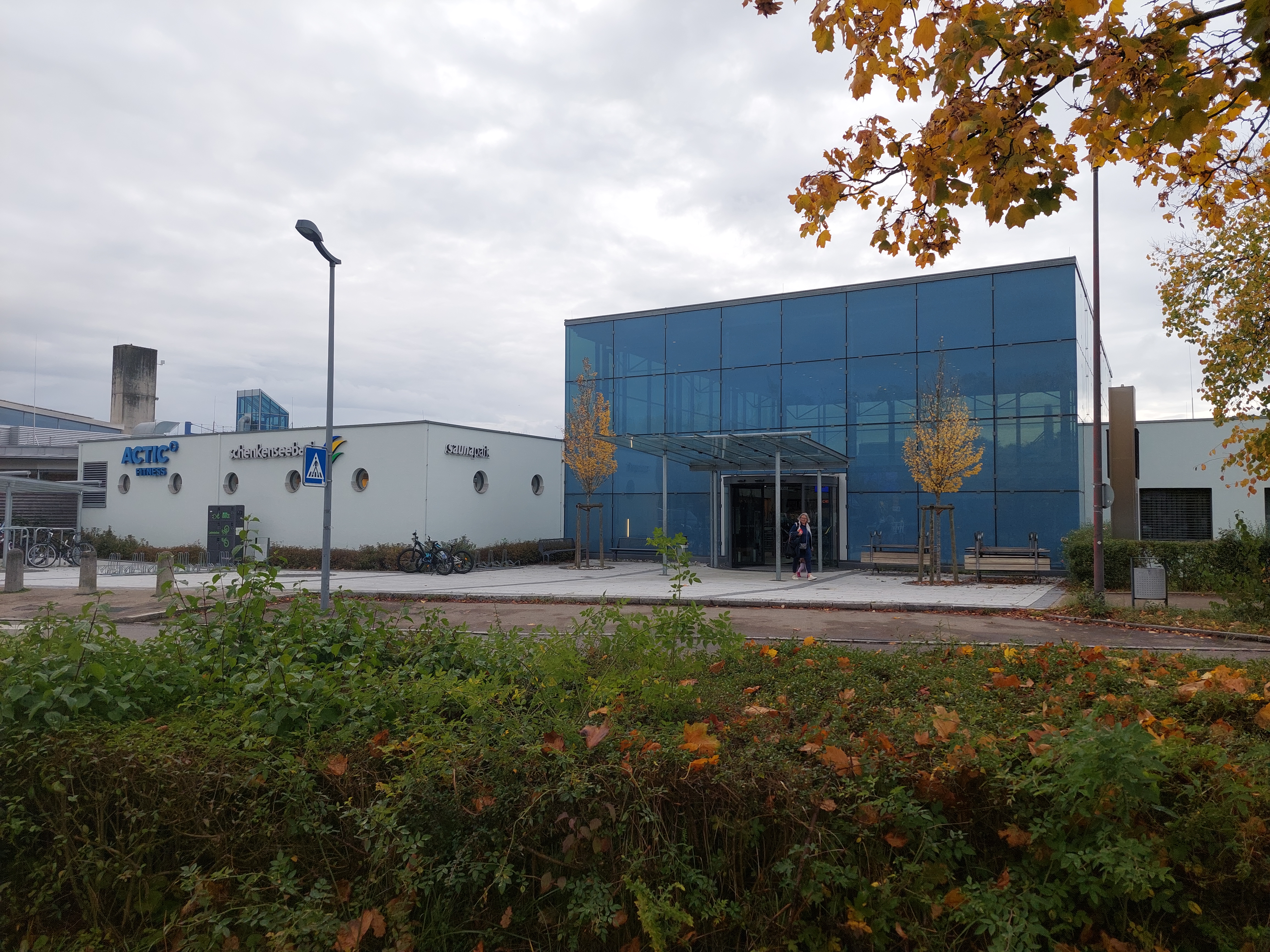
Das Schenkenseebad von außen

Das Schenkenseebad in Schwäbisch Hall ist ein denkmalgeschütztes Gebäude sowie ein modernes Hallen- und Freibad.

## Beschreibung und Wertung
Das an der Ellwanger Straße 2 gelegene Garderobengebäude wurde im Jahre 1940 von Paul Bonatz und Friedrich Scholer als über 100 Meter langer eingeschossiger Holzbau errichtet, von dem heute noch ungefähr ein Drittel der Gesamtlänge erhalten ist.
Als eine der wenigen erhaltenen architektonisch anspruchsvollen Manifestationen des Dritten Reichs in Baden-Württemberg ist der Bau von besonderer Bedeutung.
Das Gebäude wurde seinerzeit von Max Kade finanziert.

## Heutiges Schenkenseebad
1968 wurde im Schwäbisch Haller Gemeinderat der Bau eines neuen Hallenbades beschlossen, das 1973 eingeweiht werden konnte. Zusammen mit dem Freibad wurde es von den Stadtwerken Schwäbisch Hall übernommen. 1986 wurde der Ausbau zu einem Freizeitbad beschlossen (mit Saunalandschaft, neuem Außenbecken und Wasserrutsche). Zu Beginn des neuen Jahrtausends wurde es schließlich zu einem Erlebnisbad und um neue Rutschen mit Geräusch- sowie Lichteffekten sowie neue Außenbecken ergänzt. 2005 wurden bereits 461.000 Besucher verzeichnet.

## Trivia
Im 2008 erschienenen Roman Die Freibadclique (verfilmt 2017) von Oliver Storz stellt das Schenkenseebad den zentralen Dreh- und Angelpunkt dar. Der Roman begleitet fünf Jugendliche in den letzten Monaten Nazideutschlands und nach Kriegsende.